# Gravel and Tar 2018
La 3e édition du Gravel and Tar a eu lieu le 27 janvier 2018. Elle fait partie du calendrier UCI Oceania Tour 2018 en catégorie 1.2. La course est remportée par l'Australien Ethan Berends (Mobius-BridgeLane).

## Classements

### Classement final
L'Australien Ethan Berends (Mobius-BridgeLane) remporte la course. Sur les cinquante-trois coureurs qui ont pris le départ, vingt-six terminent dans les délais.
| \| Classement général \| Classement général \| Classement général \| Classement général \| Classement général \| \| Coureur \| Coureur \| Pays \| Équipe \| Temps \| \| ------------------ \| ------------------ \| ------------------ \| ----------------------- \| ------------------ \| \| 1er \| Ethan Berends \| Australie \| Mobius-BridgeLane \| 3 h 25 min 40 s \| \| 2e \| Michael Torckler \| Nouvelle-Zélande \| \| + 0 s \| \| 3e \| Hayden McCormick \| Nouvelle-Zélande \| ONE Pro Cycling \| + 1 s \| \| 4e \| Steven Lampier \| Royaume-Uni \| JLT Condor \| + 1 min 38 s \| \| 5e \| James Oram \| Nouvelle-Zélande \| ONE Pro Cycling \| + 1 min 38 s \| \| 6e \| Ben Hamilton \| Nouvelle-Zélande \| \| + 1 min 40 s \| \| 7e \| Angus Lyons \| Australie \| Mobius-BridgeLane \| + 4 min 17 s \| \| 8e \| Glenn Haden \| Nouvelle-Zélande \| \| + 4 min 17 s \| \| 9e \| Robert Stannard \| Australie \| Mitchelton-BikeExchange \| + 5 min 55 s \| \| 10e \| Luke Mudgway \| Nouvelle-Zélande \| H&R Block \| + 5 min 55 s \| |                  |                  |                         |                 |
| |                  |                  |                         |                 |
| Sources : ProCyclingStats Cycling Quotient |                  |                  |                         |                 |
| Classement général |                  |                  |                         |                 |
| Coureur | Coureur          | Pays             | Équipe                  | Temps           |
| 1er | Ethan Berends    | Australie        | Mobius-BridgeLane       | 3 h 25 min 40 s |
| 2e | Michael Torckler | Nouvelle-Zélande |                         | + 0 s           |
| 3e | Hayden McCormick | Nouvelle-Zélande | ONE Pro Cycling         | + 1 s           |
| 4e | Steven Lampier   | Royaume-Uni      | JLT Condor              | + 1 min 38 s    |
| 5e | James Oram       | Nouvelle-Zélande | ONE Pro Cycling         | + 1 min 38 s    |
| 6e | Ben Hamilton     | Nouvelle-Zélande |                         | + 1 min 40 s    |
| 7e | Angus Lyons      | Australie        | Mobius-BridgeLane       | + 4 min 17 s    |
| 8e | Glenn Haden      | Nouvelle-Zélande |                         | + 4 min 17 s    |
| 9e | Robert Stannard  | Australie        | Mitchelton-BikeExchange | + 5 min 55 s    |
| 10e | Luke Mudgway     | Nouvelle-Zélande | H&R Block               | + 5 min 55 s    |

### Classements UCI
La course attribue aux coureurs le même nombre des points pour l'UCI Europe Tour 2018 et le Classement mondial UCI.
| Position           | 1er | 2e | 3e | 4e | 5e | 6e | 7e | 8e à 10e |
| Classement général | 40  | 30 | 25 | 20 | 15 | 10 | 5  | 3        |